# Cyphon pachymerus
Cyphon pachymerus is een keversoort uit de familie moerasweekschilden (Scirtidae). De wetenschappelijke naam van de soort werd in 1912 gepubliceerd door Thomas Broun.